# Alfa Romeo 85
O Alfa Romeo 85 é um caminhão produzido pela Alfa Romeo, ele foi uma versão atualizada do modelo licenciado Büssing.

## Características técnicas
Praticamente similar ao Alfa Romeo 80, tinha um volume de motor com 11560 centímetros cúbicos e 4 cilindros desenvolvendo 110 hp (82,0 kW).

## História
Em 1935 foi apresentada uma versão com gerador a gás denominada 85G. Em 1938 foi lançada uma versão de 10 t (22 000 lb) que foi denominada Alfa Romeo 110, esta versão era equipada com um motor de 125 hp (93,2 kW), esta versão formou a base para ônibus citadinos.